# Davila
Davila (o Dávila) es un apellido español. 
- Una rama nobiliaria de origen castellano lleva el nombre de Casa de Dávila

## Origen
Este apellido tiene dos posibles orígenes, ambos procedentes de lenguas ibero-romances:
- Español: un nombre que refiere a alguien proveniente de Ávila  D’Ávila
- Gallego y portugués: un nombre topográfico para cualquiera "de la villa (vila)"  da Vila.

- Datos: Q37552046
- Multimedia: Davila (surname) / Q37552046